# ماهواکیراگینج
ماهواکیراگینج (به انگلیسی: Mahua Kheraganj) یک منطقهٔ مسکونی در هند است که در بخش ادهم سینگ‌نگر واقع شده‌است. ماهواکیراگینج ۱۲٬۵۸۴ نفر جمعیت دارد.